# Royaume de Corse (1794-1796)
Pour les articles homonymes, voir Corse et Royaume de Corse.
En particulier, ne doit pas être confondu avec République corse ou Royaume de Corse (1736-1740)
1794–1796
(2 ans, 4 mois et 4 jours)
Entités précédentes :
- République française

Entités suivantes :
- République française (Liamone et Golo)

Le royaume de Corse ou royaume anglo-corse est le régime politique en vigueur en Corse du 15 juin 1794 au 19 octobre 1796. Il est institué après que Pascal Paoli et ses partisans ont choisi de proclamer leur indépendance vis-à-vis de la France face aux exactions de la Terreur. Il s'inspire fortement de la monarchie constitutionnelle britannique et irlandaise. La Corse se retrouve alors en union personnelle avec Grande-Bretagne, le chef de l'État étant le roi George III, son représentant sur l'île étant le vice-roi Gilbert Elliot.
Cette tentative d'indépendance des Corses constitue la troisième et dernière en date de l'histoire de l'île, après celles de 1735 et 1755. C'est aussi l'indépendance la plus éphémère.

## Histoire

### La Corse dans la Révolution française (1789-1793)
Lorsque la Révolution française éclate, la Corse n'a intégré le royaume de France qu'en 1769 après la défaite lors de la bataille de Ponte-Novo. Pascal Paoli et les soldats ayant réussi à échapper aux troupes françaises se sont embarqués à Porto-Vecchio pour l'exil, parfois définitif. Le général est invité par l'Assemblée constituante à venir en France et se montre enthousiaste pour le projet révolutionnaire, imprégné des idées des Lumières qu'il a beaucoup étudiées lors de son séjour en Italie. La Corse se montre très enthousiaste au début de la révolution,.
Le 30 novembre 1789, l'Assemblée constituante décide de voter la réunion de la Corse à la France à la demande des députés corses, malgré les protestations de la république de Gênes,,,. Les citoyens de l'île bénéficient enfin des mêmes droits que les citoyens de métropole.
Pascal Paoli revient en Corse après vingt et un ans d'exil en Grande-Bretagne, débarquant le 14 juillet 1790. Il adhère aux idéaux révolutionnaires, jure obéissance et fidélité au peuple et est nommé par Louis XVI commandant de l'île avec le grade de lieutenant-général,. Il souhaite la reconnaissance d'un statut spécifique à la Corse. Cependant, la situation se tend dans l'île lorsque la Constitution civile du clergé entre en application. Les partisans du clergé se battent contre les laïcs, ce qui entraîne l'île dans une quasi guerre civile,. 

### Insurrection de Paoli et intervention britannique
Paoli s'éloigne progressivement des Jacobins, dont il critique déjà la radicalité, et craint pour l'avenir de l'île,. Il parvient à écarter ses principaux opposants, en l’occurrence la famille Bonaparte et Christophe Saliceti, pour prendre le contrôle de l'île,. L'exécution de Louis XVI et l'échec de l'expédition de Sardaigne lui font franchir le pas de rompre avec les Jacobins,. Le 2 avril 1793, il est déclaré « ennemi du peuple » par la Convention nationale sur dénonciation de Lucien Bonaparte. Il réunit ses partisans à Corte et entre en contact avec la Grande-Bretagne, qui a rejoint la Première coalition après l'exécution de Louis XVI. Les envoyés de la Convention sont chassés de l'île, qui perd les subventions du gouvernement. Napoléon Bonaparte est pourchassé par les partisans de Paoli, qui brûlent sa maison, mais parvient à s'enfuir et à rejoindre la métropole. Le 17 juillet 1793, Pascal Paoli est déclaré hors-la-loi et « traître à la République »,. Il met sur pied une armée et envoie des délégués auprès des représentants britanniques présents en Italie,. Après plusieurs mois de négociations, Gilbert Elliot débarque à Saint-Florent le 14 janvier 1794 avec les instructions de Samuel Hood et l'accord de William Pitt le Jeune,. Entre-temps, les Britanniques ont perdu leur base arrière de Toulon, reprise par les républicains lors du siège de la ville,. Les Britanniques et 7 000 royalistes doivent quitter la ville à la hâte et se réfugier dans la rade d'Hyères. C'est à partir de là que Hood s'intéresse à la Corse, cherchant une base arrière dans la mer Ligurienne. Gilbert Elliot, très imprégné des principes d'Edmund Burke et détestant la France, y voit dans ce débarquement « la perspective d'un Empire universel » pour la première fois depuis l'Empire romain. L'objectif était de libérer les ports de Bastia, de Calvi et de Saint-Florent, points d'appuis de la marine française,. Deux jours après le débarquement, il est reçu par Paoli à Murato,. Elliot reste une semaine sur l'île avant de rejoindre Hood à Hyères. Son rapport de ses entrevues avec Paoli convainc Hood de débarquer sur l'île le 7 février à Saint-Florent,. Durant la traversée, les troupes britanniques font le siège de la ville qui prend fin moins de deux semaines après le débarquement de Hood.

### Union anglo-corse
Resté sur l'île, Gilbert Elliot reçoit des instructions très précises du secrétaire à l'Intérieur Henry Dundas. Ainsi, tout accord ou tout compromis signé avec Paoli doit être à l'avantage de la Grande-Bretagne, de façon à annexer l'île et que toute décision prise relève du ressort du roi George III. Le 1er mai, Pascal Paoli fait diffuser une proclamation où il appelle ses concitoyens à discuter d'une union personnelle avec la Grande-Bretagne. Le 21 mai, le siège de Bastia prend fin et la ville tombe dans l'escarcelle britannique. Deux jours plus tard, l'amiral Hood est remplacé par l'amiral Charles Stuart. Le général Paoli réunit une assemblée à Corte le 10 juin, qui vote l'union personnelle avec la Grande-Bretagne le 15 juin suivant,. Très vite, la rédaction d'une constitution est évoquée. Le 19 juin, la constitution est adoptée et George III est acclamé comme roi de Corse,,. Gilbert Elliot fit alors le commentaire suivant : 
« This Sacred Pact, which I receive from your hands is not a cold and selfish contract by two parties who are meeting accidentally because of the needs of the moment, or because of egoistical and temporary politics. No. This beautiful day is but the fulfillment of our former wishes; today we merely shake hands, our hearts have long been united, and our motto should be : Friends, and not by chance. »
« Ce Pacte Sacré, que je reçois de vos mains, n'est pas un contrat froid et égoïste entre deux parties qui se rencontrent accidentellement à cause des besoins du moment, ou à cause d'une politique égoïste et temporaire. Non. Cette belle journée n'est que l'accomplissement de nos désirs antérieurs ; aujourd'hui nous nous serrons simplement la main, nos cœurs sont unis depuis longtemps, et notre devise devrait être : Amis, et pas par hasard. »
 Jusqu'en octobre 1794, un gouvernement provisoire, dirigé par Paoli, s'occupe des affaires de l'île. Le 14 août, le siège de Calvi prend fin, après une résistance acharnée des troupes républicaines. Il ne restait plus de 400 soldats britanniques pour défendre la ville,. C'est durant le siège qu'Horatio Nelson perd son œil droit,. Raphaël de Cabasianca négocie la reddition de ses troupes et obtient une amnistie générale. Des partisans des Français purent rejoindre la métropole sans être inquiétés, suscitant les remontrances du royaume de Sardaigne et de l'empire d'Autriche, alliés de la Grande-Bretagne en Méditerranée. Concernant le futur statut de l'île, Paoli n'obtient pas entièrement satisfaction, Gilbert Elliot lui étant préféré au poste de vice-roi. Il comprend néanmoins l'importance du général s'il veut imposer son pouvoir. Malgré les bonnes intentions d'Elliot, William Pitt le Jeune et Henry Dundas continuent de planifier l'annexion future de l'île et comptent proposer à Paoli tous les honneurs possibles ainsi qu'une généreuse pension. Elliot se rapproche de Charles André Pozzo di Borgo, qui devient président du conseil d'État et l'aide à éloigner le général des affaires,,. Lui-même est hostile aux Français, parlant de « l'anarchie française » qui régnait sur l'île depuis 1790. Il est nommé peu après la chute de Calvi. Il nomme également Frederick North comme secrétaire d'État, qui est particulièrement chargé de négocier avec Paoli,. Cependant, Elliot commet un premier impair en déplaçant la capitale de Corte à Bastia. Dans le même temps, la situation se détériore pour la Première coalition qui connaît de nombreux revers face aux troupes républicaines depuis la bataille de Fleurus,. L'île n'est pas en capacité d'être défendue en cas d'attaque française, les troupes britanniques n'étant pas assez nombreuses sur place. Or, le gouvernement de Londres refuse d'envoyer trop de troupes. L'île ne semble déjà plus être une priorité pour William Pitt le Jeune, d'autant que Gênes lorgnait toujours sur son ancienne possession.
Le 9 février 1795, la session parlementaire s'ouvrait à Bastia, ayant été reportée plusieurs fois à cause du mauvais temps,. Elliot connaît un camouflet quand Paoli est triomphalement élu président du Parlement. La menace du retrait des troupes britanniques obligea Paoli à renoncer à sa charge, citant l'âge et l'état de santé comme principales raisons de son retrait.

### Révolte de la Corse contre les Britanniques
Rapidement, Elliot s'aliéna le soutien des Corses qui avaient accepté la capitulation de Bastia et de Calvi. La situation dans l'île devint alors très compliquée. Dans les villages au cœur de l'île, les paysans et les villageois refusent de revenir sur les acquis révolutionnaires, notamment le retour d'une politique agraire sur le modèle de l'Ancien Régime. Le 17 avril 1795, un décret est adopté par le Parlement, permettant la confiscation des biens de tous les Corses ayant soutenu les Français. La dîme est rétablie tout comme la gabelle, malgré les protestations de Pozzo di Borgo au Parlement. Le 12 mai suivant, un Code civil assez progressiste adopté, abolissant notamment l'usage de la torture. Les relations avec l'Église deviennent également très compliquées. La session parlementaire est interrompue le 18 mai et prorogée jusqu'en septembre. Le but est alors pour Elliot de faire une tournée dans toute l'île pour expliquer sa politique. Il cherche également à se débarrasser de Paoli, qui devient trop encombrant. Au même moment, la Première coalition se désagrège. La République batave est alliée à la France, étant une république sœur, et le royaume de Prusse signe un traité de paix à Bâle en avril. Un second traité est signé en juillet avec l'Espagne, qui change également d'alliance. Avec l'échec du débarquement de Quiberon et le retournement de l'Espagne, William Pitt le Jeune cherche un moyen d'obtenir la paix. Il tarde à répondre aux demandes de Gilbert Elliot. Paoli cherche d'ailleurs à obtenir son renvoi, mais n'obtient pas satisfaction. Progressivement, les Paolistes perdent du terrain sur les républicains favorables aux Français. En octobre, Elliot obtient enfin satisfaction, le départ de Paoli étant acté le 6,,. Le 14 octobre, le général embarque à Saint-Florent pour Livourne et part pour un nouvel exil définitif. Il meurt à Londres en 1807.

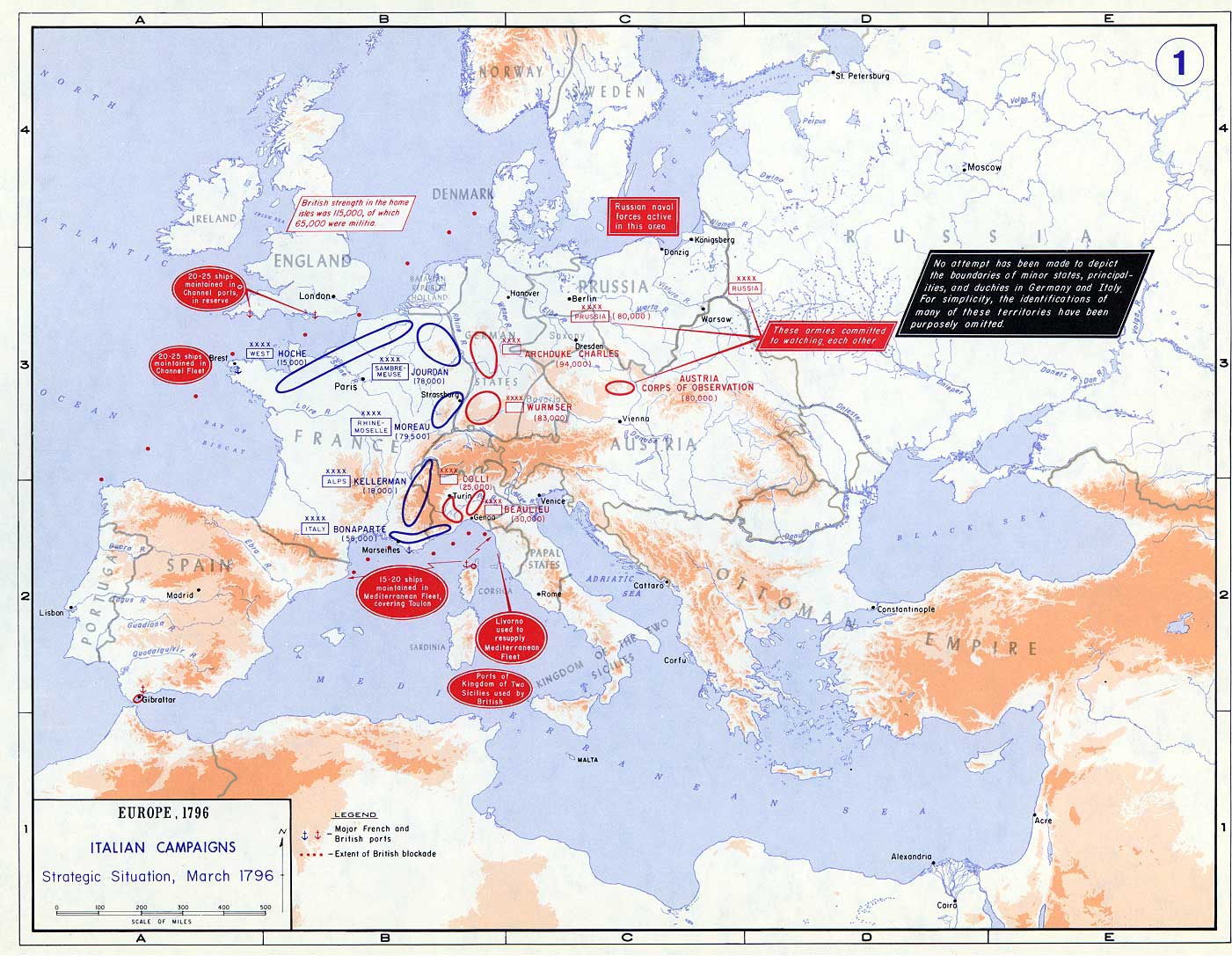
Situation militaire de la Guerre de la première coalition en mars 1796.

La situation s'apaise quelque peu et la session parlementaire se réunit à nouveau à partir du 25 novembre. Néanmoins, les Paolistes renoncent à s'y rendre. Le 5 décembre, une nouvelle version du Code civil est adoptée. Elliot prend la décision symbolique de rouvrir l'université de Corte,. Cependant, elle reste sans effet sur les Paolistes. La situation change lorsque l'armée d'Italie part pour la campagne d'Italie. Le général Napoléon Bonaparte cherche à ramener la Corse dans le giron français. Les partisans des Français se réfugient dans les maquis et prennent les armes contre la présence britannique. En mars 1796, le village de Bocognano au centre de l'île est le cadre d'un soulèvement armé, obligeant Elliot à envoyer des troupes,,. La révolte est écrasée, mais toute l'île, à l'exception de Sartène, s'embrase. Elle gagne Sartène un peu plus tard. 

### Évacuation britannique et retour des Français
Elliot cherche à parlementer avec les insurgés mais la situation continue de se dégrader. Dans le même temps, le royaume de Sardaigne signe le traité de Paris le 15 mai et fait la paix avec la France. Le 19 août, Horatio Nelson fait un constat désespéré de la situation : 
« Our affairs in Corsica are gloomy; there is a very strong Republican party in that Island, and they are well supported from France; the first favorable moment they will certainly act against us. »
« Nos affaires de Corse sont bien sombres ; il y a un parti républicain très fort dans cette île, et ils sont bien soutenus par la France ; au premier moment favorable, ils agiront certainement contre nous. »
 Elliot aura beau affirmer que l'opinion était toujours favorable à la Grande-Bretagne, les troupes françaises continuaient de gagner du terrain. Le jour même où Nelson faisait ce constat, la France signait avec l'Espagne le traité de San Ildefonso, les deux pays s'engageant mutuellement à attaquer la Grande-Bretagne. L'Espagne comptait déclarer la guerre un mois après la signature du traité. Le 31 août, des ordres d'évacuation sont envoyés à Elliot, William Pitt le Jeune ayant dans le même temps entamé des négociations secrètes avec le Directoire. Elliot reçoit les instructions le 28 septembre, qui informa le Parlement de la décision de retrait le 11 octobre suivant. Huit jours plus tard, Elliot et Nelson quittent l'île tandis que des troupes débarquent dans le cap Corse. Elles entrent dans Bastia, actant le retour de la Corse dans le giron français,. Le jour même, le gouvernement britannique se rapproche de Catherine II, lui proposant la souveraineté sur la Corse à condition que l'île revienne dans le giron britannique une fois la paix revenue. Cependant, il renonce deux jours plus tard après une nouvelle victoire de la Prusse, d'autant que les instructions parviennent trop tard à Gilbert Elliot.

## Institutions
La Corse est une monarchie constitutionnelle, où le pouvoir exécutif est exercé par le vice-roi, représentant du roi sur l'île, et par le chef du gouvernement,. Le pouvoir législatif est exercé par la chambre unique, où siègent 126 membres. Elle s'inspire du modèle de la Constitution britannique ou de la Constitution irlandaise de 1782,,. La Constitution établit le suffrage censitaire, ce qui fut l'une des causes de l'incapacité du régime à s'imposer sur l'île.

## Chronologie détaillée
- 30 novembre 1789 : Réunion de la Corse à la France
- 5 avril 1790 : Pascal Paoli débarque en France
- 6 avril 1790 : Pascal Paoli est reçu avec les honneurs à Paris par Mirabeau et La Fayette
- 22 avril 1790 : Pascal Paoli est reçu à l'Assemblée nationale législative
- 26 avril 1790 : Pascal Paoli est accueilli par Maximilien de Robespierre au Club des Jacobins
- 14 juillet 1790 : Pascal Paoli débarque à Macinaggio et fait son retour en Corse après plus de vingt ans d'exil
- 10 août 1792 : Prise du palais des Tuileries
- 21 septembre 1792 : Proclamation de l'abolition de la royauté
- 10 décembre 1792-26 décembre 1792 : Procès de Louis XVI
- 21 janvier 1793 : Exécution de Louis XVI
- 27 janvier-26 février 1793 : Expédition de Sardaigne
- 2 avril 1793 : Pascal Paoli et Charles André Pozzo di Borgo sont déclarés « ennemis du peuple » par la Convention nationale sur dénonciation de Lucien Bonaparte
- 24 mai 1793 : La maison de Napoléon Bonaparte est incendiée et pillée par les Paolistes
- 11 juin 1793 : La famille Bonaparte quitte la Corse pour Toulon
- 17 juillet 1793 : Pascal Paoli et Charles André Pozzo di Borgo sont déclarés « hors-la-loi » par la Convention nationale
- 18 septembre-18 décembre 1793 : Siège de Toulon, victoire française décisive
- 22 décembre 1793 : Napoléon Bonaparte est nommé général de brigade pour son rôle lors du siège de Toulon
- 14 janvier 1794 : Gilbert Elliot débarque à Saint-Florent
- 16 janvier 1794 : Entrevue entre Gilbert Elliot et Pascal Paoli à Murato
- 30 janvier 1794 : Discours de Robespierre à la Convention contre la Grande-Bretagne
- 7 février 1794 : Samuel Hood débarque à son tour à Saint-Florent
- 7 février-18 février 1794 : Siège de Saint-Florent
- 4 avril-21 mai 1794 : Siège de Bastia
- 1er mai 1794 : Proclamation de Pascal Paoli pour une union personnelle avec la Grande-Bretagne
- 23 mai 1794 : Samuel Hood est remplacé par Charles Stuart
- 10 juin 1794 : Réunion de l'assemblée à Corte
- 15 juin 1794 : Vote de l'union personnelle avec la Grande-Bretagne
- 16 juin 1794 : L'idée d'une constitution est évoquée
- 19 juin 1794 : La Constitution est adoptée et George III acclamé par l'assemblée
- 19 juin-14 août 1794 : Siège de Calvi
- 26 juin 1794 : Bataille de Fleurus, victoire française décisive
- 27 juillet 1794 : Chute de Robespierre
- 28 juillet 1794 : Exécution de Maximilien de Robespierre
- 19 janvier 1795 : La République batave succède aux Provinces unies et soutient la France
- 9 février 1795 : Première session parlementaire à Bastia
- 5 avril 1795 : Premier traité de Bâle, le royaume de Prusse fait la paix avec la France et quitte la Première coalition, se tournant vers l'Est
- 17 avril 1795 : Adoption du décret confisquant tous les biens des Corses ayant soutenu les Français
- 12 mai 1795 : Adoption du Code civil
- 18 mai 1795 : Interruption de la session parlementaire
- 23 juin-21 juillet 1795 : Expédition de Quiberon
- 22 juillet 1795 : Second traité de Bâle : l'Espagne quitte la Première coalition et s'allie à la France, récupérant ainsi les territoires annexés par les Français
- 6 octobre 1795 : Gilbert Elliot obtient le départ de Pascal Paoli
- 14 octobre 1795 : Pascal Paoli embarque à Saint-Florent pour Livourne, en route pour l'exil
- 16 octobre 1795 : Napoléon Bonaparte est nommé général de division pour son rôle dans la répression de l'insurrection royaliste du 13 vendémiaire an IV
- 26 octobre 1795 : Début du Directoire en France
- 25 novembre 1795 : Ouverture de la seconde session parlementaire
- 4 décembre 1795: Décret proposant la réouverture de l'université de Corte
- 5 décembre 1795 : Une nouvelle version du Code civil est adoptée
- 2 mars 1796 : Napoléon Bonaparte prend la tête de l'armée d'Italie
- 26 mars 1796 : Des troubles éclatent à Bocognano
- 15 mai 1796 : Traité de Paris, le royaume de Sardaigne fait la paix avec la France
- 18 août 1796 : Traité de San Ildefonso, l'Espagne s'engage à déclarer la guerre à la Grande-Bretagne dans un délai d'un mois
- 31 août 1796 : William Pitt le Jeune donne l'ordre d'évacuation de la Corse
- 28 septembre 1796 : Gilbert Elliot reçoit l'ordre d'évacuation de la Corse
- 11 octobre 1796 : Gilbert Elliot annonce l'évacuation de la Corse au Parlement à Bastia
- 19 octobre 1796 : Reconquête de Bastia, la Corse redevient un territoire français et est divisée en deux départements (le Liamone et le Golo)